# Borutta
Borutta – miejscowość i gmina we Włoszech, w regionie Sardynia, w prowincji Sassari.
Według danych na rok 2021 gminę zamieszkiwało 262 osób, 55,06 os./km².